# Helicoverpa uniformis
Helicoverpa uniformis là một loài bướm đêm trong họ Noctuidae.